# Akalitolive
akalitolive（アカリトライブ）とは、ラッパー『GAKU-MC』が中心となって行っている日本復興音楽イベント。

キャンドルを灯し、そのアカリでライブを行う。

ステージで使用するキャンドルフォルダーには世界二十カ国以上の国と地域、また日本全国を『GAKU-MC』らが足を使って集めた『がんばれに変わる言葉』がメッセージとして書かれている。

## 活動
2011年
- 「ACOUSTIC CANDLE LIVE TOUR 2011 ～希望の灯～」

| 11月2日  | 【東京／六本木】六本木ヒルズ（ヒルズカフェ/スペース） |
| 11月5日  | 【北海道／札幌】さっぽろテレビ塔                      |
| 11月8日  | 【愛知／名古屋】ランの館                              |
| 11月10日 | 【兵庫／西宮】阪急西宮ガーデンズ                      |
| 11月11日 | 【広島／広島】J CAFE マリーナホップ店                 |
| 11月13日 | 【福岡／北九州】門司港レトロ 親水広場                 |
| 11月19日 | 【福島／福島】福島競馬場 馬場内広場                   |

2012年
- 3月19日、2011年に行ったツアー報告と2012年の活動方針の発表を六本木ヒルズアリーナでのフリーライブにて行う。(MC：レイチェル・チャン／ゲスト：Candle JUNE、岡本真夜）J-WAVEを通じて運営ボランティアを募集。
- 5月26日-27日、Natural High! 2012
- 6月16日、100万人のキャンドルナイト＠増上寺 出演：杏子+山崎まさよし from 福耳、GAKU-MC、安田奈央
- 6月21日、夏至フェス＠東京タワー
- 7月13日、ap bank fes 2012 つま恋
- 8月5日、ap bank fes 2012 淡路島
- 8月17日、SUMMER SONIC 2012 前夜祭 “幕ソニ2012”
- 8月19日、ap bank fes 2012 みちのく
- 8月25日、ふくしまアカリトライブ　(MC：レイチェル・チャン ／ゲスト：Rake、ヨースケ@HOME）
- 8月31日、Sun Set Live
- 9月7日、Don't Stop ! fes
- 9月8日、 GREENROOM CAMP '12
- 10月27日、earth garden "秋" 2012　第8回 代々木クラフトフェア
- 12月24日、Xmas SPECIAL LIVE アカリトライブ ＠ラ チッタデッラ

2013年
- 3月10日-11日、311 東日本大震災 市民のつどい Peace On Earth @日比谷公園
- 5月3日、アカリトライブ in J-WAVEフリーマーケット @六本木ヒルズアリーナ　(MC：レイチェル・チャン )　第3回目のふくしまアカリトライブの年内開催を発表。
- 6月22日、100万人のキャンドルナイト＠増上寺 出演：ハナレグミ、高田漣、GAKU-MC
- 9月21日、ふくしまアカリトライブ＠福島市音楽堂 大ホール (MC：レイチェル・チャン ／ゲスト：松崎しげる、ヨースケ@HOME）

2014年
- 3月20日 ヒルズdeアカリトライブ ＠ヒルズカフェ/スペース(ゲスト：Sleepyhead Jaimie）
- 5月3日  Akalitolive SMILE FOR YOU  ＠六本木ヒルズアリーナ (ゲスト：Rihwa）当日の模様はJ-WAVEの特別番組としてオンエアされた。
- 8月22日、23日（1泊2日）アカリトライブキャンプ in 赤坂小学校 　宿泊型の仮想避難所体験イベント
- 9月13日、ふくしまアカリトライブ　＠桜の聖母短期大学　(MC：レイチェル・チャン ／ゲスト：藤巻亮太、シクラメン）*J-WAVEのクラウドファンディングサービスJ-CROWD MUSICを通じ、全国から福島県民へのメッセージを募集。すべてのキャンドルフォルダーにGAKU-MCが代筆した。この模様はYouTubeで生中継された。キャンドルは会場に集まった観客が終演後、好きなものを選んで持って帰ることができるため、誰かのメッセージが誰かのもとに届く仕組みになっている。
- 11月15日　akalitolive @沖縄　沖縄県中頭郡読谷村渡具知ビーチ

2015年
- 6月6日〜10日　秘境 de アカリトライブ in パラオ
- 6月21日（ 日）100万人のキャンドルナイト＠増上寺　Akalitolive STAGE GAKU-MC 樽木栄一郎　サンドクロックなどが出演
- 6月26日（ 金）J-WAVEアカリトライブ　東京国際フォーラムホールC　GAKU-MC ナオト・インティライミ、C&Kが出演　MC：レイチェル・チャン
- 9月12日（ 土 ）ふくしまアカリトライブ   Channel SQUARE  GAKU-MC　ライムスター　ハジー